# ジ・ウクレレコンテスト
ジ・ウクレレコンテストは、日本で開催されているウクレレ奏者のコンテスト。

## 概要
日本国内のウクレレ奏者の大会として「最高峰」、「最大」、「最大級」と称される。
2002年に日本のウクレレ専門店であるキワヤ商会の主催により「フェイマス・ウクレレコンテスト」として開催された。2007年より「ジ・ウクレレコンテスト」に名称を変更し、隔年で開催されている。

## 各賞
以下の記述内容は第7回（2007年）開催時点のもの。
- 大賞[4]
- テクニック賞[4]
- パフォーマンス賞[4]
- 審査員特別賞[4]

副賞としてウクレレ、大賞にはスペシャルウクレレが授与される。本選出場者には特製ピンバッチが贈呈される。

## 審査行程
以下の記述内容は第7回（2007年）開催時点のもの。
1. 一次審査
  - 音源審査 - 審査曲の演奏を収録したCD-R、MD、USBメモリーなどに必要書類を添えて事務局に送付する[4]。
  - 地方予選大会 - 第5回（2009年）より、関西予選大会、四国予選大会が開催されており、最優秀者が本選出場権利を得る[4]。

地方予選と音源審査の重複申し込み、および複数申し込みは不可（申し込みグループの構成員が異なっていても不可）[4]。
2. 本選